# جییول (خواننده)
جییول (به انگلیسی: Jiyul) (زاده ۳۰ ژوئیه ۱۹۹۱) بازیگر، خواننده، مدل کره‌ای است.
او قبلاً عضو گروه دال شابت بود.